# Raymond Bailey
Raymond Thomas Bailey (6 de mayo de 1904 - 15 de abril de 1980) fue un actor teatral, cinematográfico y televisivo estadounidense, conocido principalmente por su interpretación de Milburn Drysdale en la serie televisiva The Beverly Hillbillies.

## Primeros años
Nacido en San Francisco (California), sus padres eran William Bailey y Alice O'Brien. Siendo un adolescente se fue a Hollywood con la intención de convertirse en una estrella del cine. Sin embargo, en un principio debió conformarse con hacer diversos trabajos como el de jornalero de un estudio cinematográfico en los días del cine mudo, aunque fue despedido por colarse sin permiso en una escena de multitudes que se estaba rodando. Además de ese trabajo, también se ocupó como corredor de bolsa.
Al no conseguir ningún papel en el cine, Bailey decidió ir a Nueva York, donde no consiguió mejores resultados intentando actuar en el teatro. Finalmente consiguió formar parte de la tripulación de un carguero con ruta a diferentes partes del mundo, entre ellas China, Japón, Filipinas y el Mar Mediterráneo. Mientras estaban atracados en Hawái, trabajó en una plantación de piñas, actuó en la comunidad teatral local y cantó en un programa radiofónico.
En 1938 decidió volver a Hollywood. En esta ocasión su suerte cambió y consiguió pequeños papeles en el cine pero, tras entrar los Estados Unidos en la Segunda Guerra Mundial, volvió a navegar con la Marina Mercante. Al finalizar la contienda regresó de nuevo a Hollywood, donde finalmente empezó a conseguir papeles de cierta importancia como actor de carácter.

## Primeros trabajos, teatrales y cinematográficos

### Televisión en la década de 1950
En los primeros años cincuenta, empezó a ser escogido para interpretar múltiples papeles en diferentes programas televisivos. Entre sus numerosas actuaciones se incluyen episodios de Alfred Hitchcock Presents, Tales of Tomorrow (episodio "Ice from Space"), Frontier, Crusader, My Friend Flicka (episodio "When Bugles Blow"), Gunsmoke, Tightrope, State Trooper, COronado 9, dos actuaciones en The George Burns and Gracie Allen Show, Playhouse 90, The Rifleman, The Jack Benny Program, Perry Mason, 77 Sunset Strip, The Twilight Zone, Bonanza, The Man and the Challenge, Los Intocables, Have Gun-Will Travel, The Tab Hunter Show, y dos intervenciones en Mister Ed. En la temporada 1960-1961 tuvo un papel regular en My Sister Eileen y fue artista invitado de la sitcom de Pat O'Brien para la ABC Harrigan and Son.

### Actuaciones en Broadway
Bailey actuó en cuatro obras teatrales del circuito de Broadway: fue Howard Haines en Last Stop (1944), interpretó a un desconocido en The Bat (1953), fue A.J. Alexander en Sing Till Tomorrow (1953), y el Capitán Randolph Southard en The Caine Mutiny Court-Martial (1954–1955), pieza protagonizada por Henry Fonda.

### Papeles cinematográficos
Entre sus papeles para el cine se incluyen los siguientes: miembro del consejo en Sabrina (1954), película de Humphrey Bogart, Audrey Hepburn y William Holden; Mr. Benson en el drama Picnic (1955), de William Holden y Kim Novak; ¡Tarántula!; un doctor en el film de Alfred Hitchcock Vertigo (1958), protagonizado por James Stewart y Kim Novak; Coronel en la comedia No Time for Sergeants (1958), de Andy Griffith; guardián de la Prisión Estatal de San Quentin en el drama ¡Quiero vivir! (1958), con Susan Hayward; Brancato en Al Capone (1959), con Rod Steiger; y General de División Alexander Vandegrift en el drama bélico The Gallant Hours (1960). Además, fue un propietario de plantación en Band of Angels (1957), película protagonizada por Clark Gable, Sidney Poitier y Yvonne De Carlo.

## Mr. Drysdale enThe Beverly Hillbillies
Dos años antes de ser elegido para encarnar a Milburn Drysdale, un codicioso presidente de banco, en la sitcom The Beverly Hillbillies, Bailey actuó para la producción de la CBS My Sister Eileen, en la que trabajó junto a Shirley Bonne, Elaine Stritch, Jack Weston, Rose Marie, y Stubby Kaye. Su personaje era D.X. Beaumont, el jefe de Ruth Sherwood.
En The Beverly Hillbillies, protagonizada por Buddy Ebsen, Bailey trabajaba junto a Nancy Kulp, que interpretaba a su secretaria. Tras finalizar el show en 1971, Bailey actuó en varios papeles poco notables para el cine. En esa época habría empezado a manifestar síntomas de enfermedad de Alzheimer, la cual afectó de manera notoria a su actuación en los últimos episodios de The Beverly Hillbillies, y a causa de la cual se vio incapacitado para trabajar a partir de 1975. 

## Fallecimiento
Tras su retiro, vivió recluido en su domicilio en Laguna Niguel (California), junto a su esposa, Gaby Aida George (1914 – 1985). Raymond Bailey falleció en 1980 a causa de un infarto agudo de miocardio, en Irvine (California). Tenía 75 años de edad.  Sus restos fueron incinerados, y las cenizas esparcidas en el mar.